# スムルテリング
スムルテリング(smultring)は、ノルウェーのオールドファッションドーナツである。小さめで、グレージングやフィリングはなく、カルダモン、シナモン、レモンやオレンジのゼスト、また様々なリキュール等で風味を付けることが多い。

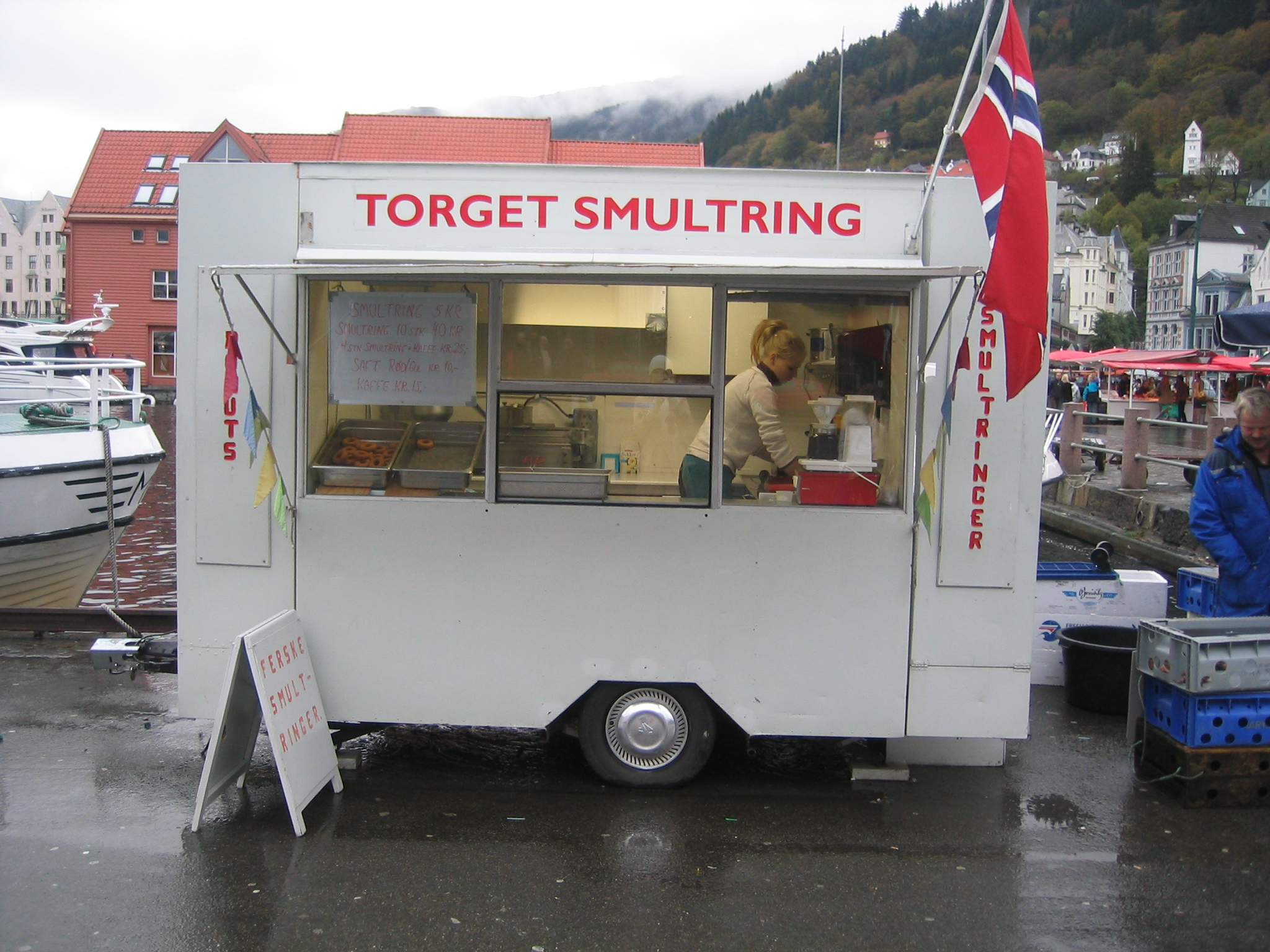
ノルウェーのフードトラック

トーラス形で、トラックや、クリスマスの時期には屋台でも販売される。「濃厚で重い生地をラードで揚げ、油が滴っている熱いうちに食べるのが良い」とされる。海外在住のノルウェー人の間でも人気があり、ミネソタ州では、クリスマスの夕食にクルムカケやライスプディング、クレネート等とともに食べられる。
スムルテリングは、丸めた生地の端を重ねて輪にして作る。しばしば材料にブランデーを用いる。ノルウェー語ではhjortetakkと言うが、これは、伝統的に牡鹿の角(Hartshorn)が膨張剤として用いられていた事実に由来する。